# Dree Hemingway
Dree Louise Hemingway Crisman (Sun Valley, 4 dicembre 1987) è una modella e attrice statunitense.

## Biografia
Dree Hemingway è figlia dell'attrice Mariel Hemingway e di Stephen Crisman, e bisnipote dello scrittore Ernest Hemingway. Cresce nell'Idaho e frequenta la Ernest Hemingway Elementary School. Più tardi si trasferisce in California, dove frequenta le scuole medie e vive nel Westlake Village vicino al North Ranch. In seguito frequenta la Oaks Christian High School per due anni e mezzo che abbandona per intraprendere la carriera di modella.
Dree Hemingway ha debuttato nel marzo 2009 per la sfilata di moda autunno/inverno di Givenchy a Parigi. In seguito ha lavorato con Calvin Klein, Topshop, House of Holland, Karl Lagerfeld, Giles, Chanel e Rue du Mail. Dree Hemingway è apparsa su varie riviste come Harper's Bazaar, i-D, V, W, Numéro e sulle edizioni giapponesi, russe, cinesi, tedesche, britanniche, francesi ed americane di Vogue.
Nel 2010 è diventata il nuovo volto per la campagna pubblicitaria di Gianfranco Ferré, fotografata da Inez van Lamsweerde e Vinoodh Matadi. Nello stesso anno è stata scelta anche testimonial per la promozione del profumo Attimo di Salvatore Ferragamo. È inoltre stata la testimonial per Gucci, Jean-Paul Gaultier, Valentino, H&M, Chanel e Paco Rabanne.
Nel 2011 ha girato un video pubblicitario con Justin Bieber per promuovere il profumo Someday di quest'ultimo.
Nel 2012 è stata testimonial per Ermanno Scervino nella campagna pubblicitaria AI (autunno-inverno 2012/2013).

## Agenzie
- Elite Model Management - New York, Parigi, Copenaghen
- Tess Management

## Filmografia parziale
- Un giorno questo dolore ti sarà utile, regia di Roberto Faenza (2011)
- Starlet, regia di Sean Baker (2012)
- Listen Up Philip, regia di Alex Ross Perry (2014)
- In a Relationship - Amori a lungo termine (In a Relationship), regia di Sam Boyd (2018)

## Doppiatrici italiane
- Mariagrazia Cerullo in In a Relationship - Amori a lungo termine